# Кислин
Кислин (укр. Кислин) — село в Уманском районе Черкасской области Украины.
Население по переписи 2001 года составляло 546 человек. Почтовый индекс — 20110. Телефонный код — 4748.

## Местный совет
Староста: Чорний Наум Вікторович
20110, Черкасская обл., Маньковский р-н, с. Кислин, ул. Шевченка